# Нижньочуманка
Нижньочума́нка (рос. Нижнечуманка) — село у складі Баєвського району Алтайського краю, Росія. Адміністративний центр Нижньочуманської сільської ради.

## Населення
Населення — 911 осіб (2010; 1051 у 2002).
Національний склад (станом на 2002 рік):
- росіяни — 96 %